# Лошница
Ло̀шница (на гръцки: Γέρμας, Гермас, до 1928 година Λόσνιτσα, Лосница) е село в Егейска Македония, Република Гърция, дем Хрупища, област Западна Македония.

## География
Селото се намира на 780 m надморска височина, на 25 km югоизточно от Костур. Разположено е в котловина на река Порос, която се образува от потоците Язовино (Γιαζιοβινό), извиращ в подножието на Яза, над Куманичево и течащ на юг и Мурикисио (Μουρικίσιο), извиращ западно под връх Мурик. Селото е между планините Саракина на запад и Мурик (Мурики) на изток. Площта на землището е 47 km2, обработваемата земя е 7,1 km2, а горите 17 km2.

## История

### Праистория и Античност
Лошница е заселена за първи път през епохата на неолита. За това свидетелстват три праисторически укрепени пункта, разположени в южната част на селото - две в местността Мелиси и една в местността Кастри. В древномакедонския период в местността Керасово е имало важно селище. Там са запазени много руини от елинистичния, римския и ранновизантийския период. Това селище, което според традицията е първото седалище на Сисанийската митрополия, е разрушено около 500 година от готите на Аларих I.
В пещерата Света Троица югозападно от селото има останки от Неолита, Бронзовата епоха и Средновековието.

### В Османската империя
Съдейки по името, селото вероятно е било българско, впоследствие гърцизирано. През първите векове на османското владичество в планината има няколко малки скотовъдни селища - Пираса, Свети Илия (Ай-Лиас), Керасово, Билия, Лошница, Язия, Саракина, Крания и Порос. Около 1750 година жителите на Пираса, Свети Илия, Керасово и Билия са подложени на нападения от турски разбойници и за по-голяма сигурност се заселват в Лошница. Жителите на Саракина се заселват в Горенци, на Крания в Костараджа и на Порос в Богатско. Жителите на Язия се заселват в Горенци, Куманичево и Чурилово, но част и в Лошница - фамилията Дяфис, като завещават земите си на Чуриловския манастир - по-късния чифлик Кукуфика. Жителите на Свети Илия се заселват в къщите на избитото през април 1800 година от капитан Муцо (Муцогрекос) семейство на Ахмед бей. Тъй като принадлежат към рода Санация, малахата получава името Санацийска.
След това в Лошница построяват две църкви енорийската „Свети Георги“ в селото и гробищната „Свети Атанасий“ на едноименния хълм. В периода 1763 - 1777 година Козма Етолийски посещава Лошница два пъти, като при първото си посещение основава училището в селото. В 1761 година лошницати възстановяват по-голямата енорийска църква „Свети Георги“ и малко по-късно, в 1775 година я украсяват с разкошен дървен иконостас и красиви преносими икони.
Трима души от Лошница участват в Гръцкото въстание от 1821 година - Мисиос, който е убит в Негуш по време на Негушкото въстание, и Довас и Кациапис, загинали при пробива при Месолонги.
В 1878 година свещеникът Апостолос Зундикос, подписва от името на лошничани и изпраща заедно с други жители на Сисанийската епархия протест до Великите сили срещу планираното присъединяване на македонските територии към новосъздадената българска държава.
В края на XIX век Лошница е гръцко село в Османската империя на самата южна българска етническа граница. Александър Синве („Les Grecs de l’Empire Ottoman. Etude Statistique et Ethnographique“) в 1878 година пише, че в Лошница (Losnitza) живеят 1200 гърци. В 1889 година Стефан Веркович пише за Лошница:
| „ | На изток от Сачиста, на 5 часа разстояние е разположено християнското село Лошница, състоящо се от 130 къщи. Данъкът им е 11650 пиастри, а инание-аскерие 6600. В селото има едно училище. | “ |

Според статистиката на Васил Кънчов („Македония. Етнография и статистика“) в 1900 Лошница е село в Клисурска нахия на Костурска каза и има 600 жители гърци християни.
На Етнографската карта на Битолския вилает на Картографския институт в София от 1901 година Лошница е чисто българско село в Костурската каза на Корчанския санджак с 80 къщи.
По данни на секретаря на екзархията Димитър Мишев („La Macédoine et sa Population Chrétienne“) в 1905 година в Лошница има 400 жители гърци.
Лошница в годините на Гръцката въоръжена пропаганда в Македония 1904 - 1908 година е база и убежище на много гръцки андартски чети, воюващи в околните райони Костурско, Леринско и Кожанско. На 16 юли 1907 година четите на Николаос Цотакос-Гермас и Григорис Фалиреас-Закас са обкръжени от турски части в местността Калогерико край Лошница и в сражението загиват Цотакос и Василиос Цимбидарос и 21 четници.
Гръцка статистика от 1905 година представя селото два пъти по-голямо с 1500 жители гърци елинофони.

### В Гърция
През Балканската война селото е окупирано от гръцки части и остава в Гърция след Междусъюзническата война.
Няколко души от Лошница участват в Гръцко-турската война (1919 - 1922), като Георгиос Пройос е убит в битката при река Сангариос. В 1926 година селото е прекръстено на Гермас по псевдонима на андартския капитан Николаос Цотакос.
През Втората световна война след сражение между германски части и гръцка паравоенна чета селото е опожарено. Селото пострадва и от нападения на немци, италианци и българи, като загиват 10 души. В Гражданската война загиват още 48 души. След войната започва емиграция отвъд океана. Селото традиционно произвежда прочут боб и жито. От 1997 година село е част от дем Йон Драгумис, който от 1 януари 2011 година по закона Каликратис е слят с дем Хрупища (тогава Орестида).
| Име       | Име         | Ново име  | Ново име  | Описание                           |
| --------- | ----------- | --------- | --------- | ---------------------------------- |
| Гамза     | Γκαμζιὰ     | Гидовуно  | Γιδόβουνο | местност ЮИ от Лошница             |
| Яза       | Γιάζας      | Воскорема | Βοσκόρεμα | река в Саракина, началото на Порос |
| Карагацьо | Καραγκάτσιο | Фтелиес   | Φτελιές   |                                    |

| Година    | 1913 | 1920 | 1928 | 1940 | 1951 | 1961 | 1971 | 1981 | 1991 | 2001 | 2011 | 2021 |
| --------- | ---- | ---- | ---- | ---- | ---- | ---- | ---- | ---- | ---- | ---- | ---- | ---- |
| Население | 903  | 900  | 1024 | 1186 | 1032 | 1017 | 799  | 747  | 830  | 720  | 560  | 380  |

В селото има осем църкви - енорийската „Свети Георги“, гробищната „Свети Атанасий“, скалната „Света Троица“ и „Свети Константин“, „Възкресение Господне“, „Свети Козма“, „Света Ирина“ и „Успение Богородично“ в бившето село Керасово.

## Личности
Родени в Лошница
- Димитриос Дзимас (Δημήτριος Τζήμας), гръцки андартски деец, агент от ІІ ред[20]
- Зисис Дуфляс или Катарахяс (Ζήσης Δούφλιας, Καταραχιάς), гръцки андартски деец, ръководител на лошнишкия комитет[20]
- Илияс Селциотис (Ηλίας Σελτσιώτης), гръцки андартски деец, агент от ІІІ ред[20]
- Константинос Папайоану (Κωνσταντίνος Παπαϊωάννου), гръцки андартски деец, агент от ІІ ред[20]
- Стерьос Мисиос, гръцки андартски капитан

Починали в Лошница
- Василиос Цимбидарос – капитан Цимбидас (? – 1907), гръцки андартски капитан
- Димитриос Склавунос (? – 1906), гръцки андартски деец
- Илияс Кундурас – капитан Фармакис (? – 1908), гръцки андартски капитан
- Николаос Цотакос – капитан Гермас (1874 – 1907), гръцки андартски капитан

Свързани с Лошница
- Такис Зьогас (1934 - 2010), виден гръцки фотограф, по произход от Лошница